# Гёрен (Кривиц)
Гёрен (нем. Göhren) — община в Германии, в земле Мекленбург-Передняя Померания.
Входит в состав района Пархим. Подчиняется управлению Кривиц. Население составляет 401 человек (на 31 декабря 2006 года). Занимает площадь 20,02 км².
Община подразделяется на 3 сельских округа.